# Ácido quermésico
El ácido quermésico es un ácido monocarboxílico y una tetrahidroxiantraquinona, concretamente la 3,5,6,8-tetrahidroxi-9,10-antraquinona, sustituida por grupos metilo y carboxilo en las posiciónes 1 y 2, respectivamente.

## Etimología
La raíz quernes- deriva del árabe qirmiz, "cochinilla".

## Fórmula química
Su fómula molecular es C16H10O8, y su nombre en la IUPAC es ácido 3,5,6,8-tetrahidroxi-1-metilo-9,10-dioxoantraceno-2-carboxílico.

## Propiedades
Es un tinte natural rojo intenso, aislado en las especies de insectos hemípteros de la superfamilia de los cocoideos (cochinillas) pertenecientes al género Kermes, especialmente de Kermes vermilio, la cochinilla del carrasco, así llamada porque vive como parásito en este árbol.
Tiene un papel como metabolito animal y como colorante para teñir.